# Everybody Knows This Is Nowhere
| 평가 점수                      | 평가 점수 |
| 출처                           | 점수      |
| ------------------------------ | --------- |
| AllMusic                       | [ 3 ]     |
| Encyclopedia of Popular Music  | [ 4 ]     |
| Music Story                    | [ 4 ]     |
| MusicHound Rock                | 5/5       |
| Pitchfork                      | 10/10     |
| Rolling Stone                  | [ 6 ]     |
| The Rolling Stone Record Guide | [ 7 ]     |
| Spin Alternative Record Guide  | 6/10      |

《Everybody Knows This Is Nowhere》는 1969년 5월 14일, 리프리즈 레코드에서 발매된 캐나다의 싱어송라이터 닐 영의 두 번째 스튜디오 음반이다. 그의 오랜 후원 밴드인 크레이지 호스는 1970년 8월, 미국 빌보드 200에서 98주 동안 34위로 정점을 찍었고 미국 음반 산업 협회에 의해 플래티넘 인증을 받았다. 이 음반은 《죽기 전에 꼭 들어야 할 앨범 1001》 목록에 올라 있다. 2003년에 이 음반은 《롤링 스톤》의 역사상 가장 위대한 음반 500장 목록에서 208위에 올랐다.

## 배경
이 음반에는 영의 공연 레퍼토리에서 표준이 된 4곡이 수록되어 있는데, 〈Cinnamon Girl〉, 〈Down by the River〉, 〈Everybody Knows This Is Nowhere〉, 〈Cowgirl in the Sand〉 등이 모두 영이 103 °F(39.5 °C)의 발열을 받은 동안 하루 만에 작곡되었다. 〈Everybody Knows This Is Nowhere〉 (오리지널 음반에 수록된)의 곡에 수록된 영의 리드 보컬 트랙은 사실 그가 믹싱보드의 낮은 품질의 토크백 마이크를 통해 부른 임시 스크래치 보컬로, 반향 등의 효과는 없었다. 영은 그의 많은 혁신 중 하나가 된 나머지 녹음과는 극명한 대조를 좋아했다.
《Everybody Knows This Is Nowhere》는 닐 영 아카이브 오리지널 릴리즈 시리즈의 일부로 2009년 7월 14일, HDCD 인코딩 컴팩트 디스크와 디지털 다운로드로 다시 포맷되어 발매되었다. 2009년 12월, 오디오 애호가 바이닐에 개별적으로 그리고 그의 공식 웹사이트를 통해 이용 가능한 영의 첫 4개의 LP의 박스 세트의 일부로 발매되었다(이 박스 세트는 1,000장으로 제한되었고, 3,000쟁의 CD 버전도 존재한다). 발매 날짜는 정해지지 않았지만 고해상도 디지털 블루레이 디스크가 계획되어 있다.

## 곡 목록
모든 곡들은 닐 영에 의해 작사/작곡하였다.
| #  | 제목                                 | 재생 시간 |
| -- | ------------------------------------ | --------- |
| 1. | 〈Cinnamon Girl〉                    | 2:58      |
| 2. | 〈Everybody Knows This Is Nowhere〉  | 2:26      |
| 3. | 〈Round & Round (It Won't Be Long)〉 | 5:49      |
| 4. | 〈Down by the River〉                | 9:13      |

| #  | 제목                                      | 재생 시간 |
| -- | ----------------------------------------- | --------- |
| 1. | 〈The Losing End (When You're On)〉       | 4:03      |
| 2. | 〈Running Dry (Requiem for the Rockets)〉 | 5:30      |
| 3. | 〈Cowgirl in the Sand〉                   | 10:06     |

## 인증
| 국가                                                  | 인증     | 판매량/출하량 |
| ----------------------------------------------------- | -------- | ------------- |
| 영국 (BPI)                                            | 실버     | 60,000*       |
| 미국 (RIAA)                                           | 플래티넘 | 1,000,000^    |
| *판매량을 기반으로 한 인증 ^출하량을 기반으로 한 인증 |          |               |